# 이종찬 (1916년)
이종찬(李鍾贊, 1916년 3월 10일~1983년 2월 10일)은 대한민국의 군인, 정치인이다.  제8대 국방부장관, 주이탈리아대사, 제9·10대 국회의원을 지냈다.
그는 일제강점기와 대한민국의 군인으로 일본군 장교 출신이다. 그는 '군의 정치적 중립'을 강조하여 독재 정권에 반대했던 인물로 참군인으로 평가받기도 한다.
1937년 6월 일본육군사관학교를 졸업하고 만주·남양군도 등지에서 복무하다가 광복 후 귀국, 일본군 생활을 자숙하는 뜻에서 3년간 낭인 생활을 하였다. 그러나 1948년부터 대한민국 국군에 진출한 인사들의 거듭된 영입 요청으로 육군 대령으로 특채되어 군생활을 시작하였다.
여순 사건의 유탄을 맞고 박정희가 숙청될 위기에 처했을 때 그를 구명하였다. 1950년의 한국 전쟁에 참전하였으며, 휴전 후에는 이승만의 부당한 지시에 저항하였다. 제2공화국 때에는 박정희의 쿠데타 기도를 파악하여 국무총리 장면에게 보고했는데, 그는 당시 박정희의 쿠데타 계획을 눈치챈 몇 안되는 인물이었다.

## 생애

### 생애 초반

#### 출생과 소년기
본관은 경주이다. 1916년 3월 10일 조선귀족회 이사와 부회장을 지낸 이규원의 아들로 경성부 중림동에서 출생하였고 성장하였다. 그는 대한제국의 외무대신, 법부대신을 지냈고 한일 병합 조약 체결 과정에서 일본에 적극 협력하고 법부 대신으로서 을사조약 체결에 서명한 을사삼흉 이하영의 손자였다.
재산가인 이하영의 장손이었기에 여유있는 가정에서 자랐으며, 1921년 경성부에 근무하는 고위급 일본인 자제들을 위해 세워진 경성사범학교 부속보통학교에 입학하였다. 1928년 경성사범학교 부속보통학교를 졸업한 뒤 1931년 경성중학교를 졸업했다.

#### 일본 군인 활동
1935년 경성중학 졸업 후에는 일본으로 유학, 일본육군사관학교 예과에 입학하였다. 일본육군사관학교를 제49기로 졸업하고 견습사관을 거쳐 1937년 일본 제국 육군 소위로 임관하여 중일 전쟁과 태평양 전쟁 때는 최전방에서 야전사령관으로 근무했다. 중일전쟁(지나사변)이 일어나자 소대장으로 참전하였고 당시 신문에서 이하영의 손자가 전투에 직접 참전하여 공훈을 쌓았다고 대서특필되었다. 또한 전장에서 일본 천황의 은혜에 보답한다는 내용으로 지은 그의 진중시(陣中詩)가 소개되기도 하였다. 그는 일본군 최고훈장인 금치훈장을 받았다.
1942년 태평양전쟁이 일어나자 일본군 공병대에 배속되어 뉴기니섬에 파견되었다. 태평양 전쟁 이후 만주·남양군도 등지에서 복무하였다. 광복 직전인 1945년 4월 사망한 아버지 이규원의 자작 작위는 습작하지 않았다.
광복 직전 일본군 육군 소좌로 진급하였다. 그러나 8월 패전, 뉴기니에서 귀국 후 일본군 생활을 자괴하는 뜻에서 3년간 낭인생활을 하였다.

### 해방 이후

#### 대한민국 군인 활동
1945년 귀국하여 은둔하다가 1949년 육사 정훈 1기로써 대한민국 육군의 대령으로 임관했다. 당시 반민특위의 조사를 받았으나, 친일파 집안에서 태어나 좋은 교육을 받고 일본 군인이 되었다는 것 외에는 아직 젊은 나이였기에 별다른 특이점은 찾을 수가 없어 특별한 처분을 받지는 않았다.
그는 1948년부터의 영입 제의를 사양했다. 그런데 이승만은 그와 같은 인재를 왜 기용하지 않느냐며 국방부 장관 신성모를 질타하다시피 하여 중용하라고 이른다. 1949년 6월 22일 국방부 제1국장으로 발탁되었다. 이때 그는 여순 사건으로 처벌의 위기를 당할 뻔한 박정희를 구제해 주었다. 박정희가 과거 남로당 경력으로 승진때마다 이를 문제 삼을 때 일시 부재리의 원칙과 박정희의 청렴함과 군인으로서의 우수한 자질들을 들어 박정희를 변호하고 보호 해줬던 사람의 한 사람이 이종찬이었다.

#### 한국 전쟁 전후
1950년 육군 수도경비사령부 사령관에 임명되어 한국 전쟁을 맞았고, 수도사단장과 제3사단장을 역임했다. 1950년 7월 수도사단장에 부임할 당시, 전임 수도사단장 김석원은 자신이 매우 석연치 않은 이유로 물러나는 다소 껄끄러운 상황에서도 후임으로 부임하는 이종찬의 결연한 모습을 보며 크게 안심하며 부하들을 맡겼다고 회고하기도 했다.
50년 9월초 3사단장으로서 포항 부근의 형산강 지역을 맡아 방어중일 때 대대적인 인민군의 공세 앞에서 후퇴가 불가피하게 될 경우 자결한다는 결의로 분전, 끝내 형산강 일대를 지켜냈다. 10월 1일에는 3보병사단 전병력을 이끌고 국군과 UN군 가운데 최초로 38선을 넘어서 북상하기도 했다. 그 뒤 제병협동본부(육군보병학교의 전신) 본부장을 거쳐 1951년 6월 육군 소장으로 진급하면서 바로 육군 참모총장에 임명되었다. 1952년 5월 부산 정치 파동 때 대통령 이승만의 군부대 동원 명령을 거부하여 곧바로 해임되었다. 1952년 5월 이승만 대통령이 직선제 개헌을 관철시키려고 경상남도와 전라남도 지역에 계엄령을 선포하면서 자동적으로 계엄사령관이 된 그에게 병력출동을 지시하였으나, 이에 응하지 않고 오히려 군의 정치적 중립을 견지하려는 훈령을 내렸다. 이는 그가 후에 일각에서 '참군인'이라는 평을 받게 되는 원인이 되었다.

#### 한국 전쟁 이후
1952년 이용문, 박정희 등으로부터 쿠데타 제의를 받았으나 거절했다. 이때 대통령 이승만의 부당한 계엄군 차출요구와 이를 기화로 미국이 사실상 묵인하고 이용문과 박정희는 쿠데타를 기도하였다.
1952년 7월 참모총장에서 해임되었으며, 이듬해 미국 육군참모대학교에 유학을 거쳐 1953년 육군대학 총장으로 부임하였다. 총장 재임당시 육군대학교에서 1955년 컨닝 사건이 발생하였는데 당시 준장 2명과 중령 1명이 부정행위로 군복을 벗었는데, 그 중 중령 1명은 초대 육군참모총장을 지낸 이응준 장군의 아들 이창선(예편 당시 정일권 육군참모총장 비서실장, 2014년 12월 14일에 향년 94세로 별세.)이었다. 제2공화국 당시 박정희 등의 쿠데타 기도를 사전에 감지하여 국무총리 장면에게 보고하기도 했다. 당시 박정희의 쿠데타 기도를 눈치챈 몇안되는 인물이었다. 그는 1960년 10월, 장면에게 박정희를 육군참모총장으로 기용하면 쿠데타를 면할 수 있을 것이라는 건의를 하기도 했다.

### 생애 후반

#### 제2공화국 당시
7년간 육군대학 총장으로 근무하다가 1960년 육군중장으로 예편하였다. 그는 육군대학총장 재직 때 대통령으로부터 수모를 받았음에도 5·16군사정변 전에 군사혁명최고지도자로 추대하려는 박정희(朴正熙)의 의사를 두 차례나 거절하였다.
1960년 4·19혁명 후 허정 과도내각 당시 국방부장관을 맡았다. 국방부 장관 당시 3·15부정선거에 동조하였던 군인들을 숙정하고, 3군참모총장과 해병대사령관이 헌법준수선서식을 하도록 하는 등 군의 정치적 중립을 지키는 데 노력하였다.

#### 3공, 4공 시절
군사 정변 이후 군정을 비판하다가 제3공화국을 지지 1961년 7월부터 1967년 9월까지 주이탈리아 대한민국 대사관 대사로 근무했다. 1976년 공화당 소속 9·10대 국회의원을 지내고 1979년 유정회로 당적을 옮겼다.
1980년 국회가 해산되자 예비역 장성 모임인 성우(星友)구락부 회장을 역임했다. 유한회사코리아엔지니어링 대표이사사장이 되었고, 이후 재향군인회고문에 위촉되었으며, 한이협회장, 한일불교협의회부회장 등을 역임했다. 그는 평소 군인의 길만을 걷지 못하고 정치에 입문한 것을 후회하기도 하였다 한다.

### 최후
1983년 2월 10일에 사망하였다. 그가 세상을 떠난 후 그의 통장에는 고작 26만원이 있었고, 당시 그가 입고 있던 옷의 호주머니에는 단돈 2천원이 남아있었다.

### 사후
장례식은 육군장으로 엄수되어 현충원에 묻혔다. 보국훈장 통일장이 추서되었다.
2008년 민족문제연구소에서 친일인명사전에 수록하기 위해 정리한 친일인명사전 수록예정자 명단에 일본군 영관급 장교 경력 때문에 선정되었다. 2009년 친일반민족행위진상규명위원회가 발표한 친일반민족행위 705인 명단에도 포함되었다.

## 가족 관계
- 할아버지 : 이하영
- 아버지 : 이규원
- 어머니 : 윤태성
- 부인 : 표자영(表滋永)
- 자녀 : 이정은(李貞恩)

## 학력
- 경성사범학교 부설 보통학교 졸업
- 경성고등보통학교 졸업
- 일본 육군사관학교 49기
- 일본 육군포병학교 졸업
- 대한민국 육군사관학교 특7기(1948년)
- 대한민국 국방부 보병학교 졸업(1949년)
- 미국 육군참모대학교 졸업(1951년)
- 대한민국 국방대학교 행정학사 1기 학사 졸업(1956년)

## 평가와 비판
대통령 이승만의 부당한 요구에 맞서 유명해진데다 군 후배들에게 신망이 높았던 이종찬은 일부 학자들이나 정치인들이 과거사 정리는 신중해야 하며 친일파의 후손이거나 일제 강점기에 일본군에 복무했다 하여 일괄적으로 비난해서는 안 된다는 논리를 펼칠 때 인용되는 경우가 종종 있다.
자신의 명령에 고분고분하지 않은 것을 밉게 여긴 이승만은 이종찬을 이시영의 사촌 동생이라며 주한미군에 거짓으로 고하고 해임하려 했다가 무산되었다. 이종찬의 할아버지 이하영이 이시영 7형제와 20촌간으로 먼 친척이었다.

## 역대 선거 결과
|  | 0% |

|  | 0% |

## 이종찬을 연기한 배우
- 박근형 - 1989년 (제2공화국) MBC 드라마
- 권성덕 - 1993년 (제3공화국) MBC 드라마
- 이낙훈 - 1995년 (코리아게이트) SBS 드라마

## 같이 보기
- 일본육군사관학교
- 부산 정치 파동